# Зацепіна Зінаїда Іллівна
Зінаїда Іллівна Заце́піна (нар. 23 жовтня 1913, Нова Калитва — пом. 9 березня 1986, Київ) — українська радянська художниця; член Спілки радянських художників України з 1951 року. Дружина живописця Петра Сулименка, мати художника Олександра Сулименка. 

## Біографія
Народилася 10 [23] жовтня 1913 року в слободі Новій Калитві (нині село Розсошанського району Воронезької області, Росія). Упродовж 1933—1936 років навчалася у Тамбовському художньо-педагогічному технікумі, а з 1937 по 1939 рік — у Пензенському художньому училищі у Івана Горюшкіна-Сорокопудова. Одночасно у 1938—1939 роках викладала в середній школі в Пензі.
1939 року стала студенткою Київського державного художнього інституту. Її викладачами зокрема були Федір Кричевський, Карпо Трохименко, Олексій Шовкуненко, Олександр Фомін. Одночасно у 1940—1941 роках викладала в середній школі в Києві.
Під час німецько-радянської війни у 1941—1942 роках викладала в середній школі в Краснодарі. Згодом продовжила навчання в евакуації в Українському відділенні Об'єднаного художнього інституту Всеросійської академії мистецтв — спочатку у Самарканді, потім у Загорську під Москвою. Навчання проводили художники Ігор Грабар, Сергій Герасимов, Петро Покаржевський, Ілля Штільман, Костянтин Єлева. У 1944 році повернулася з евакуації до Києва і 1948 року закінчила Київський художній інститут. Дипломна робота — картина «У дитячому садку» (керівник Олексій Шовкуненко).
Жила в Києві, в будинку на вулиці Академіка Філатова, № 10а, квартира № 19. Померла в Києві 9 березня 1986 року.

## Творчість
Працювала в галузі станкового живопису, створювала жанрові полотна, портрети, пейзажі, натюрморти.  Серед робіт:
- «Пенджикентська вулиця. Самарканд» (1943);
- «На Дніпрі» (1951; Полтавський художній музей);
- «Берег в Алупці» (1955);
- «Ранок на морі» (1956; Сімферопольський художній музей);
- «Троянди» (1957; Миколаївський художній музей);
- «Веселі діти» (1957);
- «Білі троянди» (1958);
- «У святковий ранок» (1959);
- «На березі моря» (1960);
- «Сашко» (1961);
- «Севастополь, місце де були розстріляні матроси «Очакова»» (1961);
- «Золоте дитинство» (1963; Луганський краєзнавчий музей);
- «Далеко від Батьківщини» (1964; Літературно-меморіальний будинок-музей Тараса Шевченка);
- «Телята» (1965);
- «Тиша» (1967);
- «На фермі» (1967; Одеський художній музей);
- «Натюрморт» (1968);
- «Двоє» (1968);
- «Казантип. Стежка над морем» (1969);
- «У Голосіївському парку» (1969);
- «Ранок» («Онук», 1969);
- «Люба» (1970);
- «Мати» (1970);
- «Церква святого Миколи» (1971);
- «Подруги» (1971);
- «Дівчина» (1971);
- «Сонячний зайчик» (1972);
- «Студентка» (1972);
- «У водолікарні» (1973);
- «Солдатка» (1973);
- «Ганночка» (1974);
- «Квітучі яблуні» (1974);
- «Золоте дитинство» (1974);
- «Веселі хлопці» (1974);
- «В індійському одязі» (1974);
- «Портрет художниці Катерини Івашиніної» (1974, темпера);
- «Під чистим небом» (1975);
- «Натюрморт із лунником» (1977);
- «Дельфініум» (1978);
- «Натюрморт із хурмою» (1981);
- «Бузок» (1982);
- «Пам'ять» (1983).

Ілюструвала книгу «У дружній Індії» Н. К. Кириченко (Київ, 1957).
Брала участь у республіканських та зарубіжних мистецьких виставках з 1949 року. У 1959 році її роботи експопувалися в Індії. Персональні виставки відбулисяу Києві у 1977 році, Пензі у 1979 році.